# Arcida
Ordre
Les Arcida (anciennement Arcoida) sont un ordre de mollusques bivalves. 

## Liste des super-familles et familles
| Selon World Register of Marine Species (21 avril 2024) : ___ - super-famille Arcoidea Lamarck, 1809 - famille Arcidae Lamarck, 1809 - famille Cucullaeidae R. B. Stewart, 1930 - famille Glycymerididae Dall, 1908 (1847) - famille Noetiidae R. B. Stewart, 1930 - famille Parallelodontidae Dall, 1898 - super-famille Limopsoidea Dall, 1895 - famille Limopsidae Dall, 1895 - famille Philobryidae F. Bernard, 1897 | Selon ITIS (21 avril 2024) : - super-famille Anomioidea Rafinesque, 1815 - famille Anomiidae Rafinesque, 1815 - famille Placunidae Rafinesque, 1815 - super-famille Arcoidea Lamarck, 1809 - famille Arcidae Lamarck, 1809 - famille Cucullaeidae Stewart, 1930 - famille Glycymerididae Dall, 1908 - famille Limopsidae Dall, 1895 - famille Noetiidae Stewart, 1930 - famille Parallelodontidae Dall, 1898 - super-famille Dimyoidea P. Fischer, 1886 - famille Dimyidae P. Fischer, 1886 - super-famille Philobryoidea F. Bernard, 1897 - famille Philobryidae F. Bernard, 1897 - super-famille Plicatuloidea Gray, 1854 - famille Plicatulidae Gray, 1854 |

## Galerie

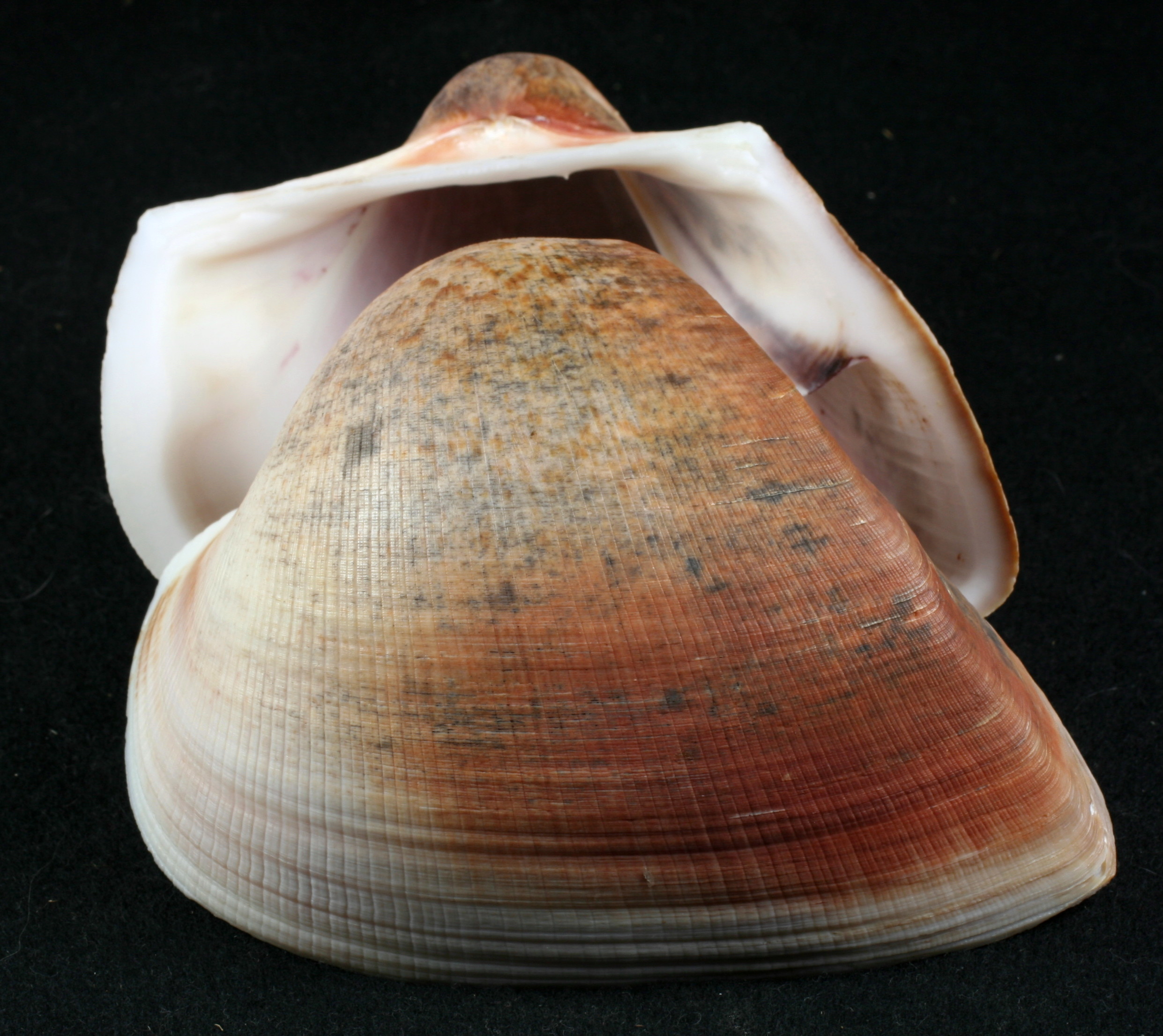
Cucullaea labiata (Arcoidea).
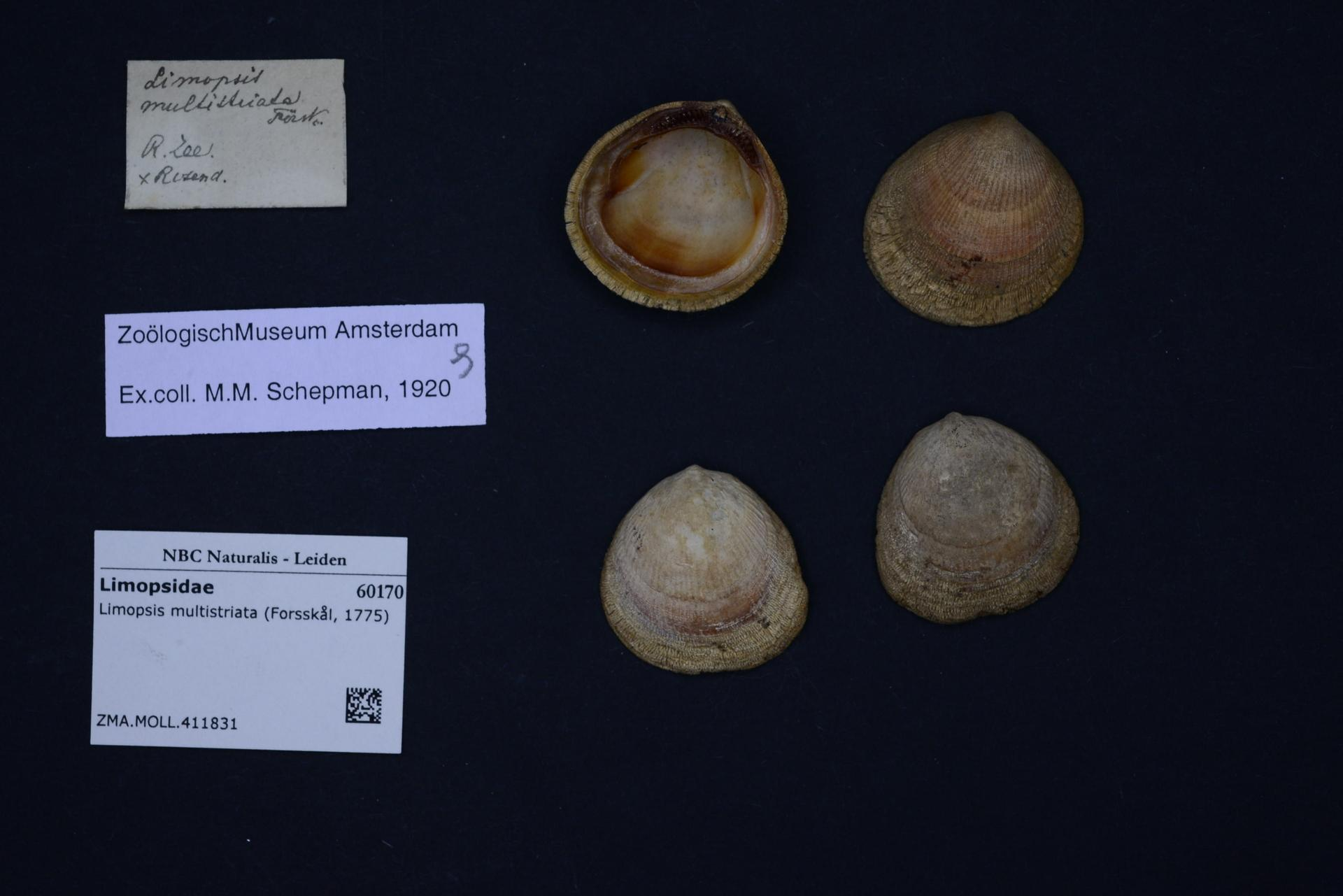
Limopsis multistriata (Limopsoidea).